# دستور الجمهورية الإسلامية الإيرانية
الدستور الإيراني أو دستور الجمهورية الإسلامية الإيرانية، تمت الموافقة عليه في عام 1979 م من قبل مجلس خبراء القيادة في 175 مادة وکان وضع للإستفتاء في 2 و3 ديسمبر لنفس العام بأكثر من 98 في المائة من الأصوات. وکانت النتيجة لصالح هذا القرار.
تم تعديل الدستور في عام 1989م ودمج منصب رئيس الوزراء مع رئيس الدولة وسمّي المنصب الجديد رئاسة الجمهورية.

## تاريخ
يقال أن فكرة الدستور أثيرت من قبل آية الله الخميني وأتباعه في باريس في شتاء عام 1979مـ وقبل انتصار الثورة الإسلامية، وفي نفس المکان تم اعداد مسودة الدستور الأولية. وفي وقت لاحق، بعد انتصار الثورة، أعيد النظر في هذا المشروع من قبل الافراد والجماعات المختلفة.
في 4 فبراير 1979 أعلن روح الله الخميني من واجب الحكومة المؤقتة لمهدي بازركان، تشکيل مجلس دراسة الدستور النهائي للجمهورية الإسلامية الإيرانية أو مجلس خبراء الدستور المنتخب من قبل الشعب لكتابة الدستور.
بعد بدء حكومة بازركان، تأسّس المجلس الأعلی لتصميمات الثورة مع موافقة مجلس الوزراء في 28 مارس 1979مـ وکان من مهامّ هذا المجلس توفير خطة الدستور استنادا إلی المعايير الإسلامية ومبادي الحرية.
في 3 أغسطس 1979مـ عقدت انتخابات مجلس خبراء الدستور وبدأ الأعضاء المنتخبون من 3 أغسطس بتدوين الدستور. في 15 نوفمبر 1979مـ تم الانتهاء من التدوين وبعد يومين، نشر في صحيفة واسعة الانتشار كيهان. عقد الاستفتاء على الدستور في 2 ديسمبر وتمت الموافقة النهائية عليه بالأصوات الساحقة (99.5 في المئة).

### الدستور المعدل 1989
في 24 أبريل عام 1989، أصدر آية الله الخميني حکما لعقد مجلس لتعديل الدستور. فحقّق المجلس بعضا من التغييرات في الدستور في المواد 5، 107، 109، 157، وأضاف مادتين 112 و 177. علی سبيل المثال تغيّرَ اسم المجلس الشوری الوطني إلی مجلس الشوری الإسلامي. أو تم حذف شرط المرجعية للزعيم الذي يتولی منصب ولاية الفقيه وقيادة الثورة الإسلامية في البلد. أو تم دمج منصب رئيس الوزراء في الرئاسة ووسمّي المنصب الجديد رئاسة الجمهورية. کذلك تم إضافة مادة إلی الدستور حول مجمع تشخيص مصلحة النظام وتحديد مهامّها کمرجع لحل الخلاف المحتمل بين مجلس الشوری الإسلامی ومجلس صيانة الدستور وکذلك تقديم المشورة لقائد الثورة.
وتم عرض التعديلات الدستورية للاستفتاء على الشعب في 28 يوليو 1989مـ، وقد وافق الشعب الإيراني بأغلبيتها الساحقة في الاستفتاء الذي اقيم في يوم 28 يوليو 1989مـ علي تعديلات الدستور.

## هيكل دستور الجمهورية الإسلامية الإيرانية
- مقدمة
- الفصل الأول: الأصول العامة
- الفصل الثاني: اللغة والکتابة والتاريخ والعلَم الرسمي للبلاد
- الفصل الثالث: حقوق الشعب
- الفصل الرابع: الاقتصاد والشؤون المالية
- الفصل الخامس: سيادة الشعب والسلطات الناشئة عنها
- الفصل السادس: السلطة التشريعية
- الفصل السابع: مجالس الشورى
- الفصل الثامن: القائد أو مجلس القيادة
- الفصل التاسع: السلطة التنفيذية
- الفصل العاشر: السياسة الخارجية
- الفصل الحادي عشر: السلطة القضائية
- الفصل الثاني عشر: الإذاعة والتلفزيون
- الفصل الثالث عشر: المجلس الأعلى للأمن القومي
- الفصل الرابع عشر: إعادة النظر فـي الدستور[11]